# Paweł Minkowski
Paweł Minkowski (geb. 26. Juli 1888 in Zarskoje Selo; gest. 22. August 1947 in Bern) war ein polnischer Ökonom, Politikwissenschaftler und Mitglied der Sejm der Republik Polen.

## Leben und Werk
Pawel Minkowski war ein Sohn des Kaufmanns und Bankiers August Minkowski (1849–1942) und der Tekla, geborene Lichtenbaum. Seine Eltern starben 1942 im Ghetto in Otwock.
Pawel war ein Bruder von Mieczyslaw und Eugène sowie dem Oberstleutnant der Infanterie der polnischen Infanterie Anatol Witold Minkowski (1892–1939). Anatol und Pawel konvertierten später zum Katholizismus.
Pawel Minkowski besuchte die Schule in Warschau und absolvierte die Handelshochschule in Leipzig. Anschließend studierte er in der Schweiz Ökonomie an der Universität Freiburg. 1916 schloss er das Studium erfolgreich ab. Von 1918 bis 1921 arbeitete er in der Haushaltsabteilung des Finanzministeriums Polens. Später war er deren stellvertretender Direktor.

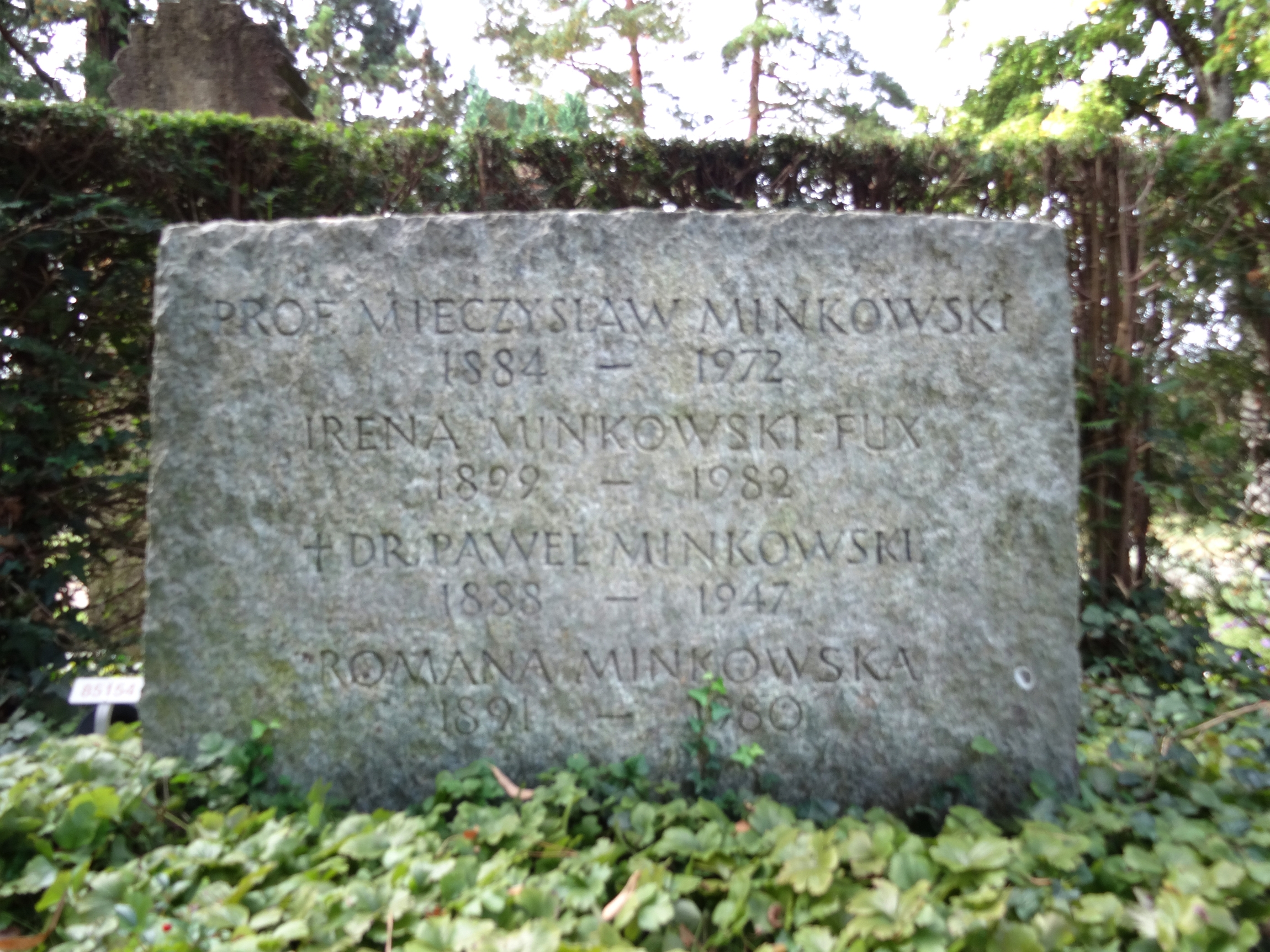
Grab, Friedhof Rehalp, Zürich

Pawel Minkowski war ab 3. November 1921 Leiter der Militärischen Generalkontrolle und ziviler Unterstaatssekretär im Militärministerium. Auf eigenen Wunsch wurde er am 15. Dezember 1921 von der Position des Leiters der Militärischen Generalkontrolle entlassen. Anschließend arbeitete er von 1922 bis 1933 bei der Portland-Cement Fabrik «Wysoka» in Warschau.
In den Jahren 1930 bis 1935 war er im Auftrag der BBW Mitglied der Sejms der Republik Polen der 3. Legislaturperiode. Ab 1933 war er Vorsitzender des Vetragsrates der Kommunalverwaltung und Wirtschaftsorganisationen. Ab 1935 war er stellvertretender Vorsitzender der Industrie- und Handelskammer in Warschau. Minkowski war Träger des Ordens Polonia Restituta.
Minkowski war mit Romana (1891–1980) verheiratet. Seine letzte Ruhestätte fand er auf dem Friedhof Rehalp in Zürich.